# Paulus Schäfer

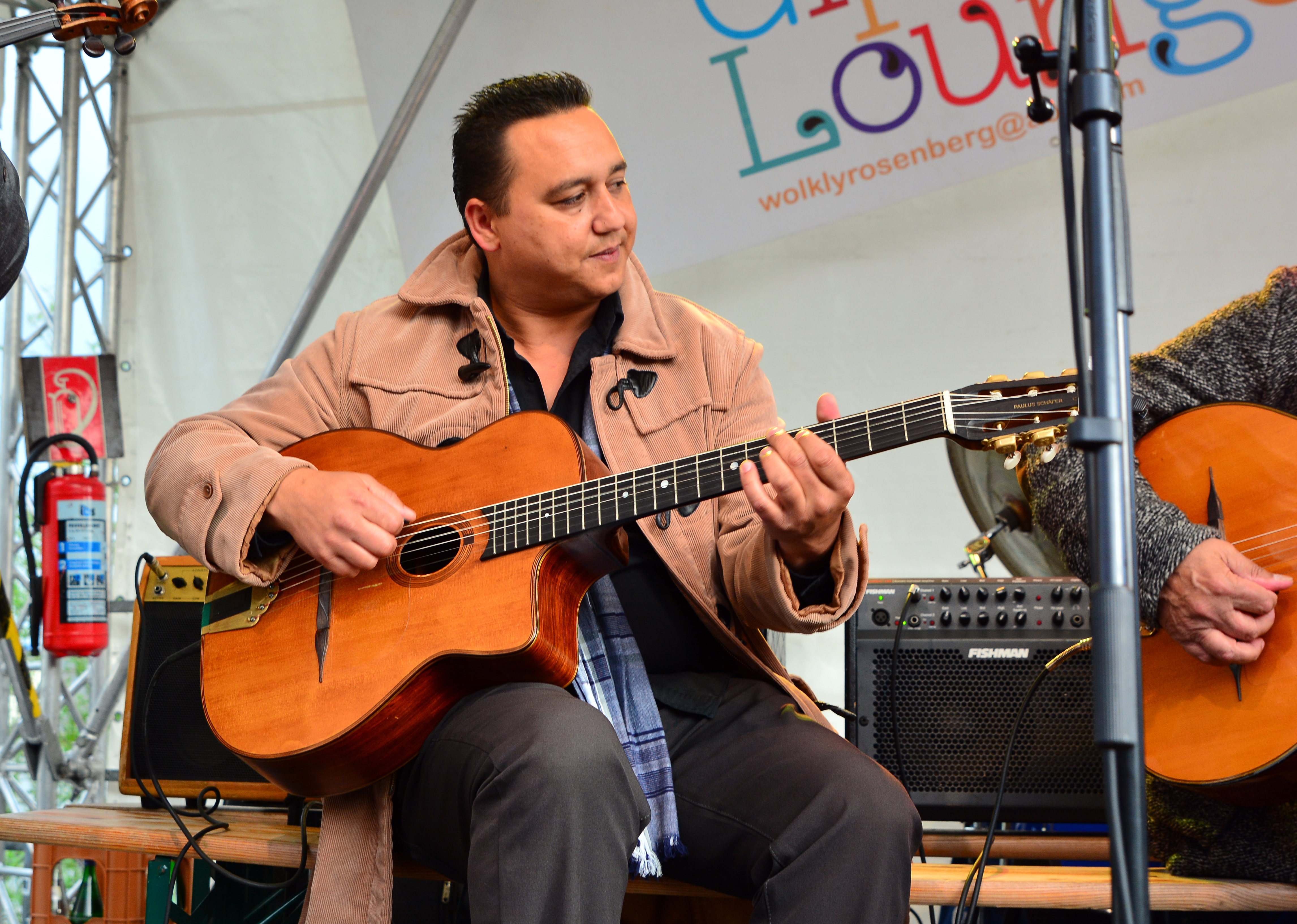
Paulus Schäfer bei Hafen Rock (Hamburg 2015)

Paulus Schäfer (* 31. März 1978 in Gerwen) ist ein niederländischer Gitarrist des Gypsy-Jazz.

## Leben und Wirken
Schäfer wuchs in einer Sinti-Gemeinschaft auf, in der sich zahlreiche gute Gitarristen befanden; seine Mentoren waren Wasso Grünholz und dessen Neffe Stochelo Rosenberg. In der Band Gypsy Kids übernahm er den Platz von Jimmy Rosenberg als Leadgitarrist. Dann gründete er seine eigene Paulus Schäfer Gipsy Band, mit der er 2002 sein Debütalbum Into the Light veröffentlichte und auf zahlreichen Festivals wie dem Sziget Festival Budapest, Khamoro Prag, International Gipsy Guitar Festival Gossington, dem Django-Reinhardt-Festival Samois-sur-Seine, Gipsy Festival Anger oder Amersfoort Jazz auftrat. 2006 folgte mit Desert Fire ein weiteres Album mit der Band, mit der 2008 er auch eine Koproduktion mit der Tilburg Big Band machte. 2012 legte er das Soloalbum Twelfth Year vor.  	
Schäfer arbeitete zudem mit dem Rosenberg Trio, Tim Kliphuis, der Prisor Jazz Band, Andreas Öberg, Biréli Lagrène, Jimmy Rosenberg, Gonzalo Bergara und Jan Kuiper. Gemeinsam mit Olli Soikkeli und Arnoud van den Berg veröffentlichte er als Hot Club d' Europe das Album Kouvola Junction (2012). Als Hot Club of Holland trat er mit dem Geiger Tim Kliphuis und Simon Planting trat er auf dem DjangoFest im nordamerikanischen Mill Valley auf. Mit Fapy Lafertin veranstaltete er Sinti Jazz Guitar Camps. Mit dem Quartett von Lollo Meier spielte er 2015 beim Django Reinhardt Festival Hildesheim. Im selben Jahr veröffentlichte er mit seinem Trio und Gästen das Album Letter to Van Gogh.

## Diskographische Hinweise
- Paulus Schäfer Gipsy Band Into the Light (2001, mit Sendelo Schäfer, Joshua Rosenberg, Martien Wagner)
- Twelfth Year (Moncq Records 2012)
- Paulus Schäfer & Dominique Paats: Rocky (2014, mit Romino Grünholz, Noah Schäfer sowie Roger Villevoye und Bruce van Mullier)